# 榊流永代神楽
榊流永代神楽（さかきりゅうえいだいかぐら）は、宮城県富谷市大亀地区に代々受け継がれている神楽である。

## 概要
- 京都から宮城県仙台市の青麻神社に伝承された青麻神楽から、1848年（弘化5年）に富谷町大亀地区に伝えられた[1]。
- 毎年4月の第3日曜日に、大亀山森林公園内にある鹿島天足別神社（かしまあまたりわけじんじゃ）に奉納される。

## 特徴
- 富谷町大亀地区の氏子だけで守り続けている。
- 昭和38年8月1日に、富谷町（当時）の無形文化財に指定された。
- 衣冠装束面の各衣装道具類のほとんどが、文化年代に調達された歴史のあるもの。
- 大太鼓、小太鼓、笛の楽器のうち、7孔の笛を用いる。（通常の囃子の笛は6孔）
- 舞だけで表現し、発声及び歌曲を用いない。